# 매직 존슨
매직 존슨(영어: Magic Johnson)으로 잘 알려진 어빈 존슨 주니어(영어: Earvin Johnson Jr., 1959년 8월 14일~)는 미국의 은퇴한 농구 선수이다. 현역 시절 포지션은 포인트 가드로 전미 농구 협회(NBA)의 팀인 로스앤젤레스 레이커스 소속으로 활동했다.
매직이라는 별명은 15세때 어느 경기에서 36 포인트, 18 리바운드,  16 어시스트를 기록했는데 이를 지켜본 저널리스트가 찬사의 의미로 매직이라는 닉네임을 붙여주었다.
신인 선수였을 때 선수권 대회와 NBA 파이널 MVP에서 승리하였고 1980년대에 레이커스와 함께 4개의 선수권 대회(1981-82, 1984-85, 1986-87, 1987-88)를 승리하였다.
존슨은 1991년에 HIV가 걸린 것을 발표한 뒤 갑작스레 은퇴하였으나, 1992년 NBA 올스타 게임에서 복귀하여 올스타 MVP 상을 수상하였다. 그의 동료 선수들의 항의에 부딪치차 그는 4년 동안 은퇴에 들어갔다가 1996년에 복귀하여 레이커스에서 32번의 경기를 치렀다.
그리고 에이즈에 걸린 사실을 발표하고 순차적으로 치료를 받고 완치되었다.
현재는 메이저 리그 팀인 로스앤젤레스 다저스와 WNBA 팀인 로스앤젤레스 스파크스 구단주이면서 레이커스의 부사장이다.

## 어린 시절
어빈 존슨 주니어는 미시간주 랜싱에서 제네럴 모터스 공장에서 일하던 아버지 어빈 존슨 시니어(영어: Earvin Johnson Sr.)와 학교의 관리인이었던 모친 크리스틴 존슨(영어: Christine Johnson) 사이에서 태어나 9명의 형제자매들과 함께 어린 시절을 보냈다. 어빈은 자신의 친구들과 거리의 모퉁이에서 노래를 부르고 농구를 하며 시간을 보냈다.
어빈은 15세에 에버릿 고등학교 농구부에서 활동하면서 36 포인트, 18 리바운드와 16 어시스트를 기록했고 이러한 활약으로 "매직(영어: Magic)"이라는 별명을 얻었다. 독실한 기독교인이던 그의 모친은 별명이 모독적이라고 생각하였다. 시니어로서 존슨은 28.8 포인트와 16.8 리바운드를 평균하는 동안 에베릿 팀을 27 승 1 패의 기록과 주립 타이틀로 이끌었다.

## 대학 경력
존슨은 집에서 가까운 대학에 입학하고 싶어하여 이스트랜싱에 있는 미시간 주립 대학교에서 수학하였다.  그는 신입생으로서 인상적인 수들(17.0 포인트, 7.9 리바운드, 7.4 어시스트)을 게시하여 스파탄스를 25 승 5 패의 기록과 빅텐 컨퍼런스 타이틀로 이끌었다.  올아메리카 2학년생으로서 존슨은 자신의 팀을 1979년 국내 타이틀로 지도하여 가장 예상된 NCAA 챔피언십으로 활약에서 래리 버드의 인디애나 주립 대학교 팀을 꺾었다.

## NBA 경력

### 신인 선수 시즌 (1979년 ~ 80년)
대학 수준으로 자신이 원하는 대로 성취를 이룬 존슨은 자신의 마지막 2개의 시즌을 포기하고 1979년 NBA 드래프트에 들어갔다.  첫 포지션에서 유타 재즈가 원래 드래프트하는 것이었으나 재즈는 게일 구드리치의 자유 계약 선수로 맺기 위한 배상으로서 자신들의 1979년 첫 라운드 선택을 3년 일찍이 로스앤젤레스 레이커스에게 전달하였다.  그러므로 레이커스는 전체의 1위 선택과 함께 존슨을 가져갔다.
팀은 겨우 큰 변화들을 경험하였으며, 잭 매키니 감독, 새 소유자 제리 버스 박사와 코트에 7명의 새로운 얼굴들이다.  레이커스의 유니폼에서 국가의 가장 신나는 대학 선수와 함께 버스 박사는 보통적으로 예비된 포럼의 관중들이 자신들의 손들로부터 떨어져 발들로 일어나기를 희망하였다.
존슨의 첫 경기에 참석한 팬들은 그의 전체 경력을 통하여 존슨이 활약할 어떤 무성함을 목격하였다.  개막의 밤에 샌디에이고 클리퍼스를 꺾는 데 카림 압둘 자바에 의한 신호를 치는 슛이 일어난 후, 존슨은 광포한 분배의 신체 충돌의 하이 파이브와 힘찬 포옹으로 갔다.  이 평가에서 가장 많은 감시자들이 생각한 그는 시간 없이 불로 쫓아내려고 하였다.  아직 활약하는 데 81개의 경기들이 더 남았고 플레이오프들을 간주하지 않은 이유로 압둘 자바 마저 신인 선수에게 진정시키라고 말해야 했다.
그 시즌의 "올해의 NBA 신인" 상은 보스턴 셀틱스의 버드에게 갔다.  그러나 NBA 챔피언은 레이커스였다.  레이커스는 리그의 2번째로 최고인 60 승 22 패의 기록과 함께 서부 디비전 타이틀로 굴러갔다.  (매키니 감독이 시즌으로 들어가는 14개의 경기들에 자전거 추락에서 심각하게 다친 후, 폴 웨스트헤드가 총감독으로 차지하였다.)  77개의 경기들에서 존슨의 수들은 미시간 주립 대학교에서 그가 해낸 업적들(18.0 포인트, 7.7 리바운드, 7.3 어시스트)을 반사하였다.  그는 11년 일찍이 엘빈 헤이스 이래 NBA 올스타 경기에서 출발하는 데 첫 신인 선수가 되었다.
필라델피아 세븐티식서스를 상대로 1980년 NBA 결승전에서 시리즈를 움켜 쥐운 6번째 경기에서 존슨의 상연은 전설의 요소였다.  압둘 자바는 5번째 경기에서 자신의 40 포인트 노력 동안 발목이 삐면서 출장하지 못하였다.  3 대 2로 올라간 레이커스는 세븐티식서스의 홈코트에 우승을 쌀 수 있었다.
센터에서 압둘 자바의 포지션을 맡은 존슨은 42 포인트, 15 보드, 7 어시스트와 3 스틸과 함께 레이커스를 승리로 반향시켰다.  존슨은 파이널 MVP 상을 수상하는 데 처음이자 마지막 신인 선수가 되었다.

### 상하의 시즌 (1980년 ~ 83년)
다음 해는 존슨에게 혹은 레이커스에게 가까운 종류가 아니었다.   그의 첫 달에 애틀랜타 호크스의 톰 벌리슨이 존슨의 왼쪽 무릎에 떨여져 찢어진 연골과 함께 45개의 경기들을 놓치는 데 그를 강요하였다.  그는 휴스턴 로키츠를 상대로 레이커스의 3의 최고 플레이오프 시리즈를 위하여 돌아왔다.  그는 3번째 경기에서 시간이 다 되어가면서 자신이 에어볼을 던져올릴 때 자신의 13개의 필드골 시도들 중 2개 만을 이루었다.  레이커스는 89 대 86으로 경기와 시리즈를 패하였다.
존슨과 레이커스는 1981년 ~ 82년 시즌에서 튀어 올라 자신들의 디비전을 우승하고, 존슨이 MVP로서 되풀이한 또 다른 6개의 경기 NBA 결승전에서 세븐티식서스를 꺾었다.  시즌은 또한 추악의 나눔을 가지기도 하였다.  초기에 웨스트헤드 감독은 존슨이 자신의 역할을 줄이는 데 믿은 방향에서 공격을 개조하기를 원하였다.  넓게 보고된 사건에서 존슨은 유타에서 하나의 경기 후, 갱의실에서 파열하였다.
다음 날 웨스트헤드는 해고되었고, 수석 코치 팻 라일리에 의하여 대체되었다.  라일리 감독의 첫 홈 경기에서 포럼에서 팬들이 소개가 있는 동안 존슨을 야유하였다.  시애틀에서 그는 자신이 공에 손을 댈 때마다 조롱을 받았다.  그는 올스타 비밀 투표에서 대가를 내고, 자신의 부상 시즌보다 다른 자신의 경력에서 단 한번을 위하여 출발 선수로서 선발되지 않았다.  그 일은 존슨의 화려한 플레이오프 상연을 야유자들을 조용히 하는 데 데려갔다.
코트에서 존슨의 활약은 견실했던 것만큼 화려하였다.  그는 그 시즌에 자신의 2연속 스틸 타이틀을 얻었고, 자신의 경력의 나머지를 위하여 그의 경력은 17.6 포인트, 5.9 리바운드와 10.5 어시스트 아래로 잠기지 않았다.
웨스트헤드의 위기에 이어 2년은 개인적으로 존슨을 위하여 위대하였으나 레이커스를 위하여 완고하였다.  존슨은 자신의 4개의 리그 어시스트 타이틀 중 2개를 우승하고, 지속적으로 자신의 이미 화려한 만능의 활약에 향상시켰다.  세븐티식서스를 상대로 1982년 ~ 83년 NBA 결승전에서 레이커스의 선수들 놈 닉슨, 제임스 워디와 밥 매커두는 모두 부상에 의하여 방해되었다.  세븐티식서스가 시리즈를 휩쓸었다.

### 셀틱스와 전투 (1983년 ~ 87년)

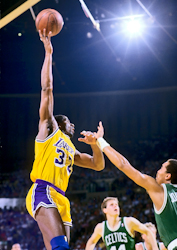
1987년 NBA 결승전에서

1984년 NBA 결승전에 닉슨은 가버리고, 압둘 자바는 40 포인트를 밀어나갔으며 존슨은 당시 기록인 25년, 2천 5백만 달러의 계약을 맺었다.  셀틱스를 상대로 엄한 7개의 경기 시리즈는 존슨의 경력에 낮은 포인트의 특정을 지었다.  2번째, 4번째와 7번째 경기의 말기에서 그의 공격을 선도하는 곤경들은 레이커스의 패배로 공헌하였다.
존슨이 자신의 외부 슛을 향상시키고, 어시스트 기록들을 세우면서 레이커스는 다음 4년에 3개의 NBA 타이틀을 우승하였다.  이 일련 경기의 처음은 레이커스의 강한 상대 셀틱스에 우승한 1985년 결승전에 왔다.  시리즈의 첫 경기에서 148 대 114로 파괴된 후, 레이커스는 6개의 경기들에서 시리즈를 가져가는 데 튀어올랐다.  결정적인 승리는 보스턴 가든에서 111 대 100의 우승에 오고, 레이커스가 미니애폴리스에서 활약될 때 8개의 이전의 실패 후, 결승전에서 레이커스가 셀틱스를 꺾는 데 처음이었다.
1986년 ~ 87년 시즌 동안 압둘 자바가 잠시 눈의 감염증과 함께 출전을 하지 못하면서 존슨은 그가 하지 못했다고 많은 프로 스카웃들이 말한 것을 해냈는 데 득점이다.  그는 로키츠를 상대로 38 포인트에서 퍼올리고, 그러고나서 새크라멘토 킹스를 상대로 다음 경기에서 경력 사상의 46 포인트로 올라갔다.  그의 23.9의 시즌 평균은 그의 경력의 가장 높았다.
그 시즌에 존슨은 NBA의 MVP로 임명되었다.  그 일은 버드가 3개의 MVP 상들을 상륙시킬 때 존슨에게 8년을 끌었다.  존슨은 그것을 몹시 원하였다.  수상자가 공고 되기 전에 존슨은 로스앤젤레스 타임스에 "지금 당장 그는 3회의 수상자이자, 난 아무 것도 없다.  그 일이 나를 약간 괴롭힌다."라고 말하였다.  (그는 결국적으로 MVP 카운트에서 버드에 동점을 매겨, 1989년과 1990년에 다시 상을 수상한다.)
존슨은 셀틱스에 6개의 경기 승리에 이어 1987년 자신의 3번째 파이널 MVP 상을 수상하였다.  그 일은 또한 존슨이 팀의 지도자로서 압둘 자바의 자리를 차지한 해이기도 하였다.  연습이 있는 동안 "H-O-R-S-E"의 경기에서 40세의 센터는 스카이훅을 쏘는 데 자신의 부하를 가르쳤다.  존슨은 보스턴 가든에서 107 대 106의 4번째 경기 승리에서 경기를 우승하는 바스켓을 이루는 데 자신이 이용한 슛의 자신 소유의 연출을 빠르게 익혔다.  그 우승은 3년 만에 셀틱스에 2번째 결승전 우승으로 레이커스를 추진하였다.

### 되풀이와 하락 (1987년 ~ 91년)
1988년 레이커스는 1968년 ~ 69년 시즌에 셀킥스가 챔피언으로서 되풀이한 이래 첫 팀이 되는 데 쓰라린 7개의 경기 시리즈에서 디트로이트 피스턴스를 헤치었다.  이어진 2개의 시즌들에 존슨은 20 포인트보다 더 많이 평균하고, 레이커스를 2개 더의 디비전 타이틀로 이끌었다.  압둘 자바의 마지막 시즌인 1988년 ~ 89년 시즌에 존슨은 NBA 결승전에서 햄스트링 부상을 당하였고, 레이커스는 잘 모여든 피스턴스에 의하여 휩쓸어졌다.  다음 해 레이커스는 9년 만에 플레이오프들로부터 너무 이른 이탈을 겪어 컨퍼런스의 준결승전에서 피닉스 선스에게 패하였다.
1990년 ~ 91년 캠페인에서 존슨은 레이커스를 58 승 24 패의 기록으로 도움을 주었다.  서부 컨퍼런스의 결승전에서 퍼시픽 디비전을 우승한 클라이드 드렉슬러가 이끄는 포틀랜드 트레일블레이저스를 꺾은 후, 레이커스는 또다른 NBA 결승전으로 여행을 이루었다.  레이커스는 5개의 경기들에서 마이클 조던이 이끄는 시카고 불스에게 패하였으나 그 일은 존슨이 자신의 12개의 시즌들에서 결승전에 도달하는 데 9번째였다.

### HIV 공고와 올림픽 (1991년 ~ 92년)
1991년 ~ 92년 캠페인이 있기 전에 존슨은 자신이 HIV에 걸렸다는 공고와 함께 세계를 아연하게 하여 NBA로부터 은퇴하였다.  그는 그 시즌에 올스타 경기에서 승리적 출연을 이루어 경기의 MVP 상을 수상하고, 서부를 153 대 113의 승리로 이끌었다.  그는 또한 자신이 리그의 J. 월터 케네디 시민상을 받는 데 노력한 에이즈 인식을 흥행하는 데 캠페인을 시작하기도 하였다.
존슨은 1992년 미국 올림픽 드림 팀을 위하여 금메달을 획득하러 가고, 안전한 성행위에 관한 책을 쓰고, 자신이 선수로서 시작한 몇몇의 비지니스들을 운영하고, 텔레비전의 해설자로서 NBC 방송국을 위하여 일하였으며 NBA 프랜차이즈 매입의 가능성을 탐험하였다.  1993년 ~ 94년 시즌에 활약하는 데 16개의 경기들이 남으면서 그는 레이커스의 총감독으로서 랜디 펀드를 대체하였다.
팀은 존슨이 지배력을 취할 때 플레이오프 지위를 위하여 싸우고 있었고, 레이커스는 즉시 5연속 우승을 거두었다.  그러나 팀이 그 다음 6개의 산책들 중 5개를 패한 후, 존슨은 이어진 시즌에 감독으로서 돌아오지 않을 것을 공고하였다.
그는 어소시에이티드 프레스에 "집에 가고 싶다"며 "내가 감독이 되는 꿈이 전혀 없었다.  난 비지니스맨이 되는 데 나의 소유를 원한다.  넌 너의 꿈들을 추적해야 한다."고 말하였다.  존슨은 레이커스의 몫을 매입하고 일부의 소유자가 될 때 1994년 6월 자신의 희망을 얻었다.

### 잠시의 복귀와 명예

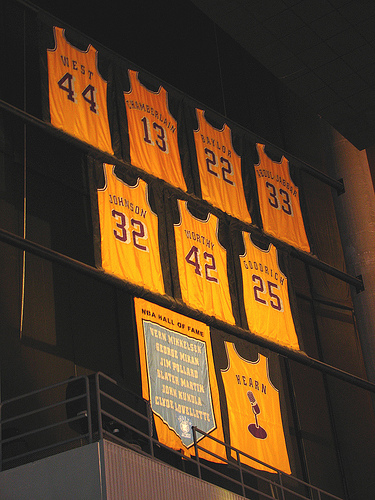
존슨의 등번호 32는 1992년 레이커스에 의하여 영구 결번 되었다.

1995년 존슨은 또다른 비지니스의 모험적 사업에 연루되어 자신이 다른 도시들로 가져간 기업인 로스앤젤레스 지역에 소수 민족의 이웃들에 극장들의 지점을 열었다.  그는 또한 아시아와 오스트레일리아로 자신의 순회 공연 농구 팀을 데려갈 때 지속적으로 세계 주위의 팬들을 즐기게 하였다.
그러나 그는 NBA와 함께 통하지 않았다.  4년 절반의 시즌들의 밖에 오래 머문 후, 그는 1995년 ~ 96년 캠페인에서 뒤늦은 복귀를 이루어 레이커스를 위하여 최종의 32개의 경기들을 활약하였다.  그때로 봐서 그는 255 파운드로 체중이 늘어났고, 자신이 가드에서 활약한 대로 파워 포워드에서 거의 자신의 활약을 하였다.  1996년 플레이오프들의 첫 라운드에서 레이커스가 로키츠에 의하여 패한 후, 존슨은 다시 한번 은퇴하였다.
자신의 13개의 NBA 시즌들에서 존슨은 사상의 명단에 9위를 위하여 좋은 1,724 스틸에 추가로 17,707 포인트 (한 경기에 19.5 포인트), 6, 559 리바운드 (한 경기에 7.2 리바운드)와 10,141 어시스트 (한 경기에 11.2 어시스트)를 수집하였다.  그는 또한 가장 많은 올스타 경기 어시스트(127)와 3 포인트 바스켓(10)을 위하여 최고의 마크들을 보유하고 있다.
1996년 ~ 97년 시즌에 존슨은 NBA의 50주년 사상의 팀으로 선발되었다.  2002년 그는 네이스미스 농구 명예의 전당으로 헌액되었다.

## 작품

### 일대기
존슨의 자서전은 Johnson, Earvin (1992). 《Magic Johnson: My Life》. Random House. ISBN 0449222543.이다. 다른 일대기는 다음을 포함한다:
- Haskins, James (1981). 《Magic: A Biography of Earvin Johnson》. Hillside, New Jersey: Enslow Publishers. ISBN 0-89490-044-7.
- Gutman, Bill (1991). 《Magic: More Than a Legend》. New York, New York: Harper Paperbacks. ISBN 0-06-100542-8.
- Morgan, Bill (1991). 《The Magic: Earvin Johnson》. ISBN 0-606-01895-6.
- Gutman, Bill (1992). 《Magic Johnson: Hero On and Off the Court》. Brookfield, Connecticut: Millbrook Press. ISBN 1-56294-287-5.
- Johnson, Rick L. (1992). 《Magic Johnson: Basketball's Smiling Superstar》. New York, New York: Dillon Press. ISBN 0-87518-553-3.
- Rozakis, Laurie (1993). 《Magic Johnson: Basketball Immortal》. Vero Beach, Florida: Rourke Enterprises. ISBN 0-86592-025-7.
- Schwabacher, Martin (1993). 《Magic Johnson (Junior World Biographies)》. New York, New York: Chelsea Juniors. ISBN 0-7910-2038-X.
- Bork, Günter (1994). 《Die großen Basketball Stars》. Copress-Verl. ISBN 3-7679-0369-5. (독일어)
- Frank, Steven (1994). 《Magic Johnson (Basketball Legends)》. New York, New York: Chelsea House Publishers. ISBN 0-7910-2430-X.
- Bork, Günter (1995). 《Basketball Sternstunden》. Copress-Verl. ISBN 3-7679-0456-X. (독일어)
- Blatt, Howard (1996). 《Magic! Against The Odds》. New York, New York: Pocket Books. ISBN 0-671-00301-1.
- Rosner, Mark (1999).  Michael MacCambridge, 편집. 《Earvin "Magic" Johnson: The Star of Showtime》. New York: Hyperion ESPN Books. 251–52쪽. (In ESPN SportsCentury)
- Gottfried, Ted (2001). 《Earvin Magic Johnson: Champion and Crusader》. New York, New York: F. Watts. ISBN 0-531-11675-1.

### 지침서
- Johnson, Earvin "Magic" (1992). 《Magic's Touch: From Fundamentals to Fast Break With One of Basketball's All-Time Greats》. Reading, Mass.: Addison-Wesley Pub. Co. ISBN 0-201-63222-5.
- Johnson, Earvin "Magic" (1996). 《What You Can Do to Avoid AIDS》. New York: Times Books. ISBN 0-8129-2844-X.
  - Johnson, Earvin "Magic" (1992). 《Unsafe Sex in the Age of AIDS》. New York: Times Books. ISBN 0-8129-2063-5.의 개정판